# Антропов, Роман Лукич
Роман Лукич Антропов (1876?—1913) — русский прозаик, фельетонист и драматург. Известен также под псевдонимом Роман Добрый.

## Биография
Родился в 1876(?) году, в семье драматурга Л. Н. Антропова. Это обстоятельство немало способствовало тому, что у ребёнка развивалось пристрастие к литературе. Роман так же, как и отец, стал известным драматургом и беллетристом. В 1903 году он выпускает в свет свою знаменитую книгу «Герцогиня и „конюх“». 
В литературном наследии писателя есть пьесы, фельетоны, романы, повести, рассказы. 
Так, первая пьеса «Гусли звончаты» с успехом шла в провинциальных театрах. В 1903 г. в Петербурге была поставлена пьеса «Пир Валтасара», в 1912 г. в московском театре Корша — драма «Дьявольская колесница». 
В 1900-е годы (скорее всего с 1903 по 1908 годы) он написал 5 серий сборников рассказов про начальника петербургской сыскной полиции Ивана Дмитриевича Путилина. Всего было выпущено 48 или 49 брошюр с рассказами. Автор подражал стилю написания рассказов про Шерлока Холмса, да и доктор Z, который помогает Путилину в его розысках, напоминает доктора Уотсона. Рассказы его основаны на реальных событиях, хотя некоторые эпизоды были полностью выдуманы самим автором, но все же он опирался на «мемуары» неизвестных писателей, а также самого Путилина, который незадолго до смерти выпустил автобиографическую книгу «Сорок лет среди грабителей и убийц». Общее название всех этих книжек-рассказов «Гений русского сыска И.Д. Путилин».
В 1905—1906 годах был редактором политико-сатирического журнала «Заноза».
Умер Роман Лукич Антропов, он же Роман Добрый, в 1913 году.

## Произведения
- Герцогиня и «конюх»
- Гений русского сыска И. Д. Путилин (серия из 49 рассказов)